# De verhuizing
De verhuizing is een hoorspel van Brendan Behan. Moving Out werd in 1952 door Radio Eireann Dublin uitgezonden. Paul Vroom vertaalde het en de KRO zond het uit op dinsdag 6 maart 1973, samen met Een tuinfeestje. De regisseur was Willem Tollenaar. Het hoorspel duurde 26 minuten.

## Rolbezetting
- Allard van der Scheer (Jim Hannigan)
- Emmy Lopes Dias (Chris, z’n vrouw)
- Martin Simonis (Noel)
- Louise Robben (Eileen)
- Nina Bergsma (Seamus)
- Jeanne Verstraete (mevrouw Carmody)
- Hetty Berger (mevrouw Hanratty)
- Tonny Foletta (de kastelein)
- Johan te Slaa (de oude man in de kroeg)
- Frans Vasen (de busconducteur)
- Betty Kapsenberg (de dame in de winkel)
- Sacco van der Made (Tetter-Gibbon)

## Inhoud
Chris Hannigan heeft achter de rug van haar man in Dublin een betere woning voor de familie gezocht. Als haar man Jim naar huis komt, is de familie reeds verhuisd. Op zoek naar zijn nieuwe woning ontmoet hij een man die hetzelfde onderging. Als hij zijn nieuwe woning vindt, moet hij vaststellen dat  de relaties in de familie en de buurt helemaal niet veranderd zijn…